# はりきゅうミュージアム
はりきゅうミュージアム（英語: Museum of Traditional Medicine）は、大阪市東成区にある私設博物館。森ノ宮医療学園専門学校の校舎内に設置されており、学校法人森ノ宮医療学園が運営している。

## 概要
2001年（平成13年）に鍼灸師・柔道整復師を養成する森ノ宮医療学園専門学校の校舎内にて開館した。森ノ宮医療学園専門学校校舎2階に受付があり、3階に展示スペースが設けられている。森ノ宮医療学園専門学校は前身の大阪鍼灸専門学校が開学した1973年（昭和48年）より鍼灸を主とする伝統医学を対象に史料を収集しており、収集史料は経絡・経穴を示した銅人形や明堂図を中心に、鍼灸・漢方・柔道整復に関する道具や看板、当時の医療の様子を示した浮世絵や書物など多岐にわたる。
本博物館は東洋医療の理解を深めることや、伝統医療の起源を示す史料を展示することで鍼灸や柔道整復の研究に資することを目的に開設された。本博物館は鍼灸医学に深く貢献したとして医道の日本社が主催していた『真中賞』を受賞するなど高い評価を受けており、収集史料は国内外から注目を集めるものが多い。

## 主な収集品
- 知新流銅人形 - 1660年頃の作製。かつてテレビ東京系列の「開運!なんでも鑑定団」にも取り上げられたことがある[2]。
- 佐賀竹田家伝銅人形 - 1700年前後の作製。木彫で眼球には当時では珍しい江戸ガラスが使用されている[2]。

## 来館案内

### 開館時間
- 開館時間：午後1時30分から午後6時30分（入館は午後6時まで）
- 休館日：土日・祝祭日および学校休校日

### 料金・予約
- 入館料：無料
- 利用予約：電話による要予約

### 交通
- Osaka Metro中央線 緑橋駅下車後、徒歩約6分
- JR大阪環状線・Osaka Metro中央線/長堀鶴見緑地線 森ノ宮駅下車後、徒歩約12分